# Allerborn
Allerborn (luxembourgeois : Allerbuer) est une localité de la commune luxembourgeoise de Wincrange située dans le canton de Clervaux.
Allerborn possède des vestiges miniers presque entièrement détruits pendant la Seconde Guerre mondiale. Ces ruines peuvent être découvertes par un sentier pédestre reliant Longvilly (Belgique) à Allerborn. Points de vue sur le sentier « Panorama » reliant Troisvierges à Wiltz.